# ボーンデジタル
ボーンデジタル（Born-digital）とは、デジタルデータで作成・公開され、紙などの印刷物を持たない電子文書・画像・音楽・動画。

## 事例
- 電子メール
- デジタルカメラによって撮影されたデジタル写真、デジタルアート、電子書籍
- 電子カルテ
- 音楽配信
- Youtubeなどの動画配信、Vlog